# Circus (cântec)
„Circus” este un cântec înregistrat de interpreta americană Britney Spears pentru cel de-al șaselea ei album de studio cu același nume. Piesa a fost lansată la 2 decembrie 2008 sub egida casei de discuri Jive Records drept cel de-al doilea disc single extras de pe album. Compusă de Dr. Luke, Claude Kelly și Benny Blanco, melodia prezintă o metaforă legată de percepția publicului cu privire la viața solistei. După ce a ascultat cântecul pentru prima oară, artista s-a simțit inspirată să creeze un album și un turneu cu tematica unui circ. „Circus” este o piesă electropop și dance-pop cu un tempo rapid și cu elemente din genul muzical pop rock. De asemenea, Spears cântă „cu un accent pe jumătate rap”. Versurile vorbesc despre viața de artist și pregătirea unui spectacol.
„Circus” a primit recenzii pozitive din partea criticilor contemporani, aceștia lăudând personalitatea încrezătoare a lui Spears și producția electronică a cântecului. Single-ul a fost un succes comercial, devenind un șlagăr de top 10 în Australia, Canada, Danemarca, Noua Zeelandă și Suedia, în timp ce în alte țări europene, piesa a obținut poziții de top 20. În Statele Unite, „Circus” a ajuns pe locul trei în clasamentul Billboard Hot 100 și s-a clasat pe prima poziție a ierarhiei celor mai difuzate cântece la radio. În mod concomitent, a devenit al doilea cel mai bine vândut single în mediul digital a lui Spears, înregistrând vânzări de peste 3,2 milioane descărcări digitale în Statele Unite, până în iulie 2016. La nivel mondial, „Circus” a fost una dintre cele bine vândute 10 melodii ale anului 2009, comercializându-se în peste 5,5 milioane exemplare digitale în întreaga lume, conform datelor furnizate de IFPI.
Videoclipul muzical al piesei, regizat de Francis Lawrence, a fost lansat la 4 decembrie 2008. Clipul o prezintă pe Spears în rolul unui dresor de circ, fiind acompaniată de diferiți interpreți. Alte cadre o prezintă pe cântăreață în diferite aranjamente de circ. Videoclipul a primit recenzii pozitive din partea criticilor de specialitate, însă a fost criticat de organizația PETA datorită includerii de „animale tratate cu cruzime”. Cu toate acestea, expozanții au negat acuzațiile aduse. Spears a interpretat „Circus” la emisiunea Good Morning America pe 2 decembrie 2008. A fost utilizată drept piesa de deschidere a turneului The Circus Starring Britney Spears (2009), artista fiind îmbrăcată în costume de dresor, create pentru a înfățișa o metamorfoză. De asemenea, solista a inclus single-ul în lista de cântece pentru spectacolul rezidențial Britney: Piece of Me. „Circus” apare în jocul Just Dance 2016.

## Informații generale
„Circus” a fost compus de Dr. Luke, Benny Blanco și Claude Kelly, cu Luke și Blanco fiind producătorii acestui album. Luke și Kelly au fost inițial angajați pentru a lucra la un cântec nou pentru Spears, și au intrat în studio fără a avea vreo piesă pregătită, Kelly explicând că „știam doar stilul ei și ceea ce face”. După ce Luke a creat linia melodică, aceștia au compus versurile bazându-se pe percepția publicului cu privire la viața lui Spears din vremea respectivă. Artista a explicat că după ce a ascultat „Circus” pentru prima oară, s-a simțit inspirată și și-a imaginat o poveste pe acest subiect. Cântăreața a mai afirmat: „[«Circus»] a fost melodia care a pus albumul cap la cap, în ceea ce privește felul în care îmi doream ca spectacolul să fie. Te poți juca în circ în foarte multe feluri diferite”. Piesa a fost înregistrată la Studiourile Conway Recording și Chalice Recording Studios din Los Angeles, California, și la Studiourile Glenwood Place din Burbank, California. Acompaniamentul vocal a fost asigurat de Cathy Dennis, Kelly and Myah Marie. Instrumentația principală a fost realizată de Luke și Blanco, în timp ce Șerban Ghenea a fost responsabil cu mixarea piesei la Studiourile MixStar, în Virginia. „Circus” a fost anunțat la data de 31 octombrie 2008 drept cel de-al doilea disc single extras de pe album, și a fost trimis oficial către posturile de radio din Statele Unite la 2 decembrie 2008.

## Structura muzicală și versurile
„Circus” este un cântec electropop și dance-pop cu un tempo rapid, elemente din genul muzical pop rock, precum și un beat stomp box.  Piesa începe cu sunetul unor tobe, iar Spears începe să cânte primul vers: „There's only two types of people in the world/The ones that entertain and the ones that observe” (ro.: „Există doar două tipuri de oameni pe această lume/Cei care fac spectacol, și cei care observă”). Vocea artistei a fost descrisă drept „încrezătoare” și „cu un accent pe jumătate rap”, iar versurile melodiei sunt acompaniate de sintetizatoare. Versurile cântecului „Circus” vorbesc despre viața de artist și de pregătirea spectacolelor. Solista explică emoțiile pe care le simte în timpul interpretărilor în versuri precum: „I feel the adrenaline moving through my veins / Spotlight on me and I'm ready to break” (ro.: „Simt cum adrenalina îmi aleargă prin vene / Sunt în centrul atenției, gata să dau lovitura”). Refrenul începe cu un sunet electronic, iar Spears se compară atât pe ea însăși, cât și acțiunea de a interpreta pe scenă, cu o persoană ce se află în centrul unei arene de circ. Potrivit unei partituri publicate pe website-ul Musicnotes.com de Alfred Publishing, versiunea single a piesei „Circus” este compusă în tonalitatea Fa♯ și are un tempo de 120 de bătăi pe minut. Pe de altă parte, versiunea de pe album are un tempo de 115 de bătăi pe minut. Vocea lui Spears variază de la nota Sol♯2 la nota Re♯5. Kelly a descris versurile melodiei drept „o modalitate grozavă pentru a face oamenii  să danseze și să se distreze”, dar cu un mesaj cu subînțeles.

## Recepția criticilor

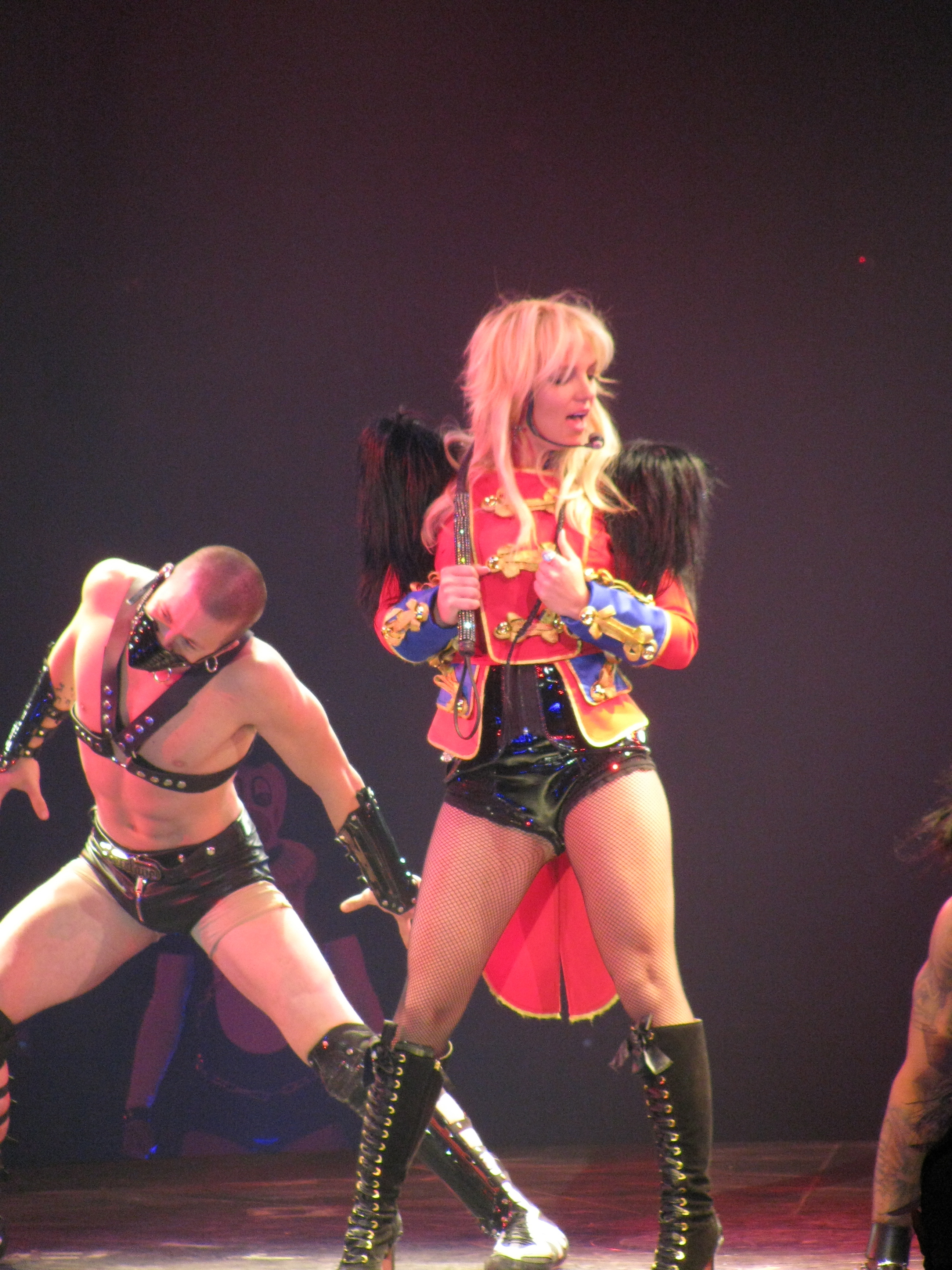
Spears interpretând „Circus” în turneul The Circus Starring Britney Spears.

Nick Levine de la website-ul Digital Spy a descris cântecul drept „un monstru dezlănțuit ce începe cu o lovitură în stilul lui Max Martin și Timbaland”. Popjustice a lăudat producția cântecului, comparând-o cu cea a single-ului „Break the Ice” și adăugând: „există multe porniri și opriri, inclusiv un segment breakdown de dans încorporat în stilul MTV”. Chris Williams de la revista Billboard a oferit o recenzie pozitivă melodiei, apreciind sunetul care „o înconjoară” pe Spears cu un „peisaj cyberpop electronic”. În cadrul unei recenzii pentru albumul Circus, Ann Donahue de la publicația menționată anterior a criticat versurile pentru refolosirea temei faimei, comparând-o cu single-urile „Lucky” (2000) și „Piece of Me” (2007). Dave De Sylvia de la website-ul Sputnikmusic a spus că „Womanizer” are un sunet asemănător unui cântec de pe albumul Blackout, dar „Circus” este piesa care reflectă mai bine atmosfera generală a albumului. Dan Cairns de la ziarul The Sunday Times a numit-o una dintre cele mai bune piese de pe album, împreună cu „If U Seek Amy” și „Mannequin”. Chris Willman, redactor al revistei Entertainment Weekly, a observat faptul că, în ciuda alegerii titlului Circus, piesa albumului cu același nume „nu face referire la viața ei care a devenit similară uneia care a ieșit de la balamuc, ci este doar o laudă legată de îndemânările ei de maestră a sexului și a lovirii cu biciul”.
Poppy Cosyns de la ziarul The Sun a fost de părere că Spears „își reafirmă imaginea ei de fată rea cu molipsitorul ei single”, iar Talia Kraines de la publicația BBC Music a opinat că solista „iubește atenția acordată atunci când stă în lumina reflectoarelor, în rolul unei «căpetenii», cântând despre adrenalina ce îi curge prin vene atunci când este pe cale să intre pe scenă”. Ben Norman de la website-ul About.com a considerat că piesa este „un cântec pop adevărat și triumfător, specific lui Britney Spears, cu dedesubturi meditative (în special primul vers) și un refren executat în cel mai bun mod”. Johnny Mugwump de la revista The Quietus a spus: „[«Circus»] are o măsură medie și este un șlagăr de mare putere, acompaniat de o chitară asemănătoare unei orbite și un elogiu pentru adrenalina din timpul interpretărilor”. Editorul a susținut că versurile scot în evidență calitățile unice ale lui Spears – „acea atitudine de «du-te naibii». În pofida tuturor lucrurilor și indiferent de distrugerea personală și iadul incontestabil care fără îndoială încă o bântuie, atunci când vine vorba de spațiul ficțional al industriei muzicale, această femeie nu dă doi bani. Britney ia lumea din jurul ei peste picior în mod justificat, iar [această piesă] sună extrem de sfidătoare. Nu există loc de scuze și banalități umile”. John Murphy de la revista musicOMH a lăudat, de asemenea, versurile, descriindu-le drept „o revenire în formă încurajatoare și plină de încredere”. „Circus” a primit o nominalizare la ediția din 2009 a premiilor Teen Choice la categoria „Choice Music: Single”, însă a pierdut în fața single-ului „The Climb” lansat de Miley Cyrus.

## Performanța în clasamentele muzicale
La 20 decembrie 2008, „Circus” a debutat pe locul trei în clasamentul Billboard Hot 100 din Statele Unite, înregistrând vânzări de 212.000 de exemplare digitale. A fost primul debut în top 10 a lui Spears în ierarhia respectivă. La 7 martie 2009, cântecul a ocupat prima poziție a clasamentului Pop Songs, și a ajuns, de asemenea, pe locul trei în topul Hot Dance Club Songs. Până în martie 2015, „Circus” a acumulat un total de 3,2 milioane de exemplare digitale vândute în Statele Unite, potrivit Nielsen Soundscan. Este al doilea cel mai bine vândut single în mediul digital a lui Spears în această regiune.
În Canada, piesa a debutat pe locul doi doar pe baza descărcărilor digitale, nereușind să depășească vânzările single-ului „Poker Face” și să ajungă pe primul loc. La 8 decembrie 2008, „Circus” a debutat pe locul 15 în clasamentul Australian Singles Chart, fiind cel mai înalt debut al săptămânii respective. La 22 decembrie 2008, melodia a ajuns pe poziția sa maximă, locul șase. Cântecul a fost premiat cu discul de platină de către Australian Recording Industry Association (ARIA) pentru vânzarea a peste 70.000 de unități. În Noua Zeelandă, single-ul a ajuns pe locul patru și a primit discul de aur din partea Recording Industry Association of New Zealand (RIANZ), denotând cele peste 7.500 copii vândute. „Circus” a obținut succes comercial în Europa, clasându-se pe locul 12 în ierarhia European Hot 100 Singles la 21 martie 2009. Cântecul a ajuns în top 10 în Suedia și a obținut poziții de top 20 în Austria, Cehia, Finlanda, Norvegia, Olanda și Regatul Unit. Conform The Official Charts Company, piesa s-a vândut în 223.000 de exemplare în Regatul Unit, fiind al treisprezecelea cel mai bine vândut disc single a lui Spears în regiunea respectivă. „Circus” a fost al zecelea cel mai bine vândut cântec al anului 2009, înregistrând vânzări de peste șase milioane de exemplare pe plan global.

## Videoclipul muzical

### Dezvoltare și rezumat
Videoclipul muzical al piesei „Circus” a fost filmat în zilele de 28 octombrie și 2 noiembrie 2008, în Los Angeles, California. Francis Lawrence a fost responsabil cu regia videoclipului, acesta lucrând în trecut alături de Spears la videoclipul single-ului „I'm a Slave 4 U” lansat în anul 2001. Cântăreața a ales să lucreze împreună cu Lawrence deoarece „[el este] singura persoană care poate să capteze și să facă un videoclip ciudat, excentric și diferit”. Pe 17 noiembrie 2008, un fragment de trei secunde a apărut în mod exclusiv în timpul unei reclame pentru documentarul Britney: For the Record. S-a stabilit ca videoclipul să fie lansat la 5 decembrie 2008, în timpul emisiunii Entertainment Tonight, dar o schimbare de ultimul minut a făcut ca data lansării să fie mutată cu o zi mai devreme, la 4 decembrie 2008.
Videoclipul începe cu Spears stând la o măsuță de toaletă, dându-se cu parfum Curious și punându-și cercei de Bulgari. Artista este prezentată ulterior acoperindu-și fața cu un joben, în timp ce un stol de porumbei albi ies dintr-o altă pălărie. Videoclipul include scene intercalate în care sunt înfățișați diferiți interpreți de circ, notabil dansatori cu panglici, contorsioniști, clovni, și mimi ce merg pe catalige. Alte cadre o prezintă pe Spears cântând în fața unei cortine roșii, purtând un joben și un costum mulat de culoarea pielii, în timp ce se află în lumina reflectoarelor. Urmează o secvență de dans în grup într-un ring de circ, iar artista poartă o jachetă de dresor, o pereche de pantaloni scurți cu paiete, precum și un joben cu pene. În timpul celui de-al doilea vers, Spears dansează pe cu un scaun, ținând un bici în mână și purtând un sutien acoperit cu pene. Videoclipul continuă cu o serie de cadre intercalate, înfățișând-o pe cântăreață cu încetinitorul în fața unor scântei, înconjurată de o pereche de lei, sau stând în fața unui elefant. Pentru secvența intermediară, Spears și dansatorii ei interpretează o coregrafie în jurul unui foc. În ultimul refren, solista revine pe ringul de circ înconjurată de doi elefanți, numeroși interpreți de circ, dansatori, și artiști ce scuipă flăcări. Videoclipul se încheie cu Spears, stând în lumina reflectoarelor cu jobenul pe cap și râzând.

### Recepție
Davil Balls de la Digital Spy a descris clipul drept „obraznic, seducător, și puțin cam ridicol” și a spus că Spears „oferă câteva mișcări de dans ucigașe”. Tim Stack de la revista Entertainment Weekly a comparat dansul pe scaun cu videoclipul single-ului „Stronger” (2000), adăugând: „ce este cel mai bine, [artista] chiar arată veselă și pare că se distrează cu adevărat”. James Montgomery de la canalul MTV a spus că, după ce a urmărit clipul, s-a simțit „copleșit de o nevoie bruscă de a merge la Circul Big Apple. Sau să [cumpăr] niște parfum Curious. Sau probabil ambele variante”. Videoclipul a câștigat un premiu la categoria „Cele mai bune mișcări” la ediția din 2009 a premiilor MTV Australia Awards. De asemenea, „Circus” a primit patru nominalizări la ediția din 2009 a galei de premii MTV Video Music Awards, la categoriile „Cea mai bună scenografie”, „Cea mai bună coregrafie”, „Cea mai bună imagine” și „Cel mai bun montaj”. În anul 2009, videoclipul a primit o nominalizare la premiul MTV Europe Music Award pentru cel mai bun videoclip, însă a pierdut în fața lui Beyoncé cu piesa „Single Ladies”. „Circus” a câștigat premiul pentru cel mai bun videoclip din 2009 la canalul Fuse TV, Spears devenind singurul artist ce primește această distincție timp de doi ani consecutivi.
La 9 decembrie 2008, organizația People for the Ethical Treatment of Animals (PETA) pentru protecția animalelor a emis un comunicat de presă în care au criticat-o pe Spears pentru utilizarea „de lei și elefanți dresați cu cruzime” și au rugat-o „să se oprească din a mai folosi animale exotice în videoclipuri și concerte, o dată și pentru totdeauna”. Anterior, cântăreața a primit critici din partea organizației pentru că a folosit un piton albinos și un tigru în cușcă în timpul interpretării single-ului „I'm a Slave 4 U” la ediția din 2001 a premiilor MTV Video Music Awards. Kari Johnson de la Have Trunk Will Travel a comentat această situație, spunând: „[compania] nu a emis niciodată vreo autorizare scrisă, și nici nu a iertat vreodată folosirea de dispoziție electrice pentru a disciplina și controla elefanți, cu excepția situațiilor în care elefantul sau siguranța dresorului este în pericol. [...] Organizația American Humane monitorizează acțiunea animalelor utilizate în filme și televiziune. Un reprezentant a fost trimis pe platourile de filmare ale videoclipului «Circus» lui Britney Spears alături de elefanții noștri, Tai și Kitty, pentru a le asigura bunăstarea și siguranța [...] Britney, regizorul, producătorii și întreaga echipă au respectat nevoile și confortul elefanților, și a fost o plăcere să lucrez alături de ei”. Videoclipul „Circus” a primit un certificat VEVO pentru depășirea pragului de 100 de milioane de vizualizări pe YouTube.

## Interpretări live

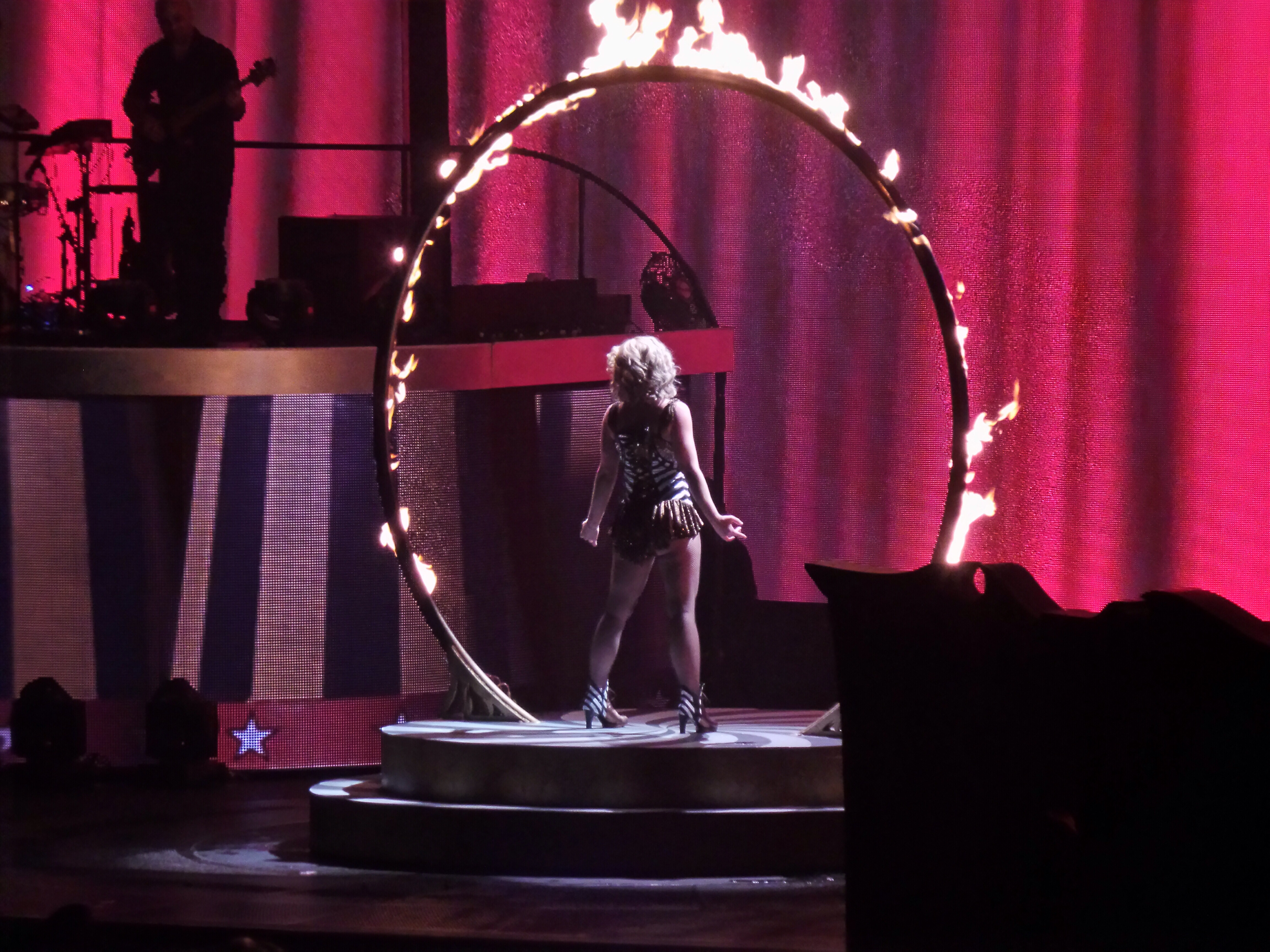
Spears cântând „Circus” într-un concert din cadrul spectacolului rezidențial Britney: Piece of Me.

„Circus” a fost interpretat pentru prima oară la 2 decembrie 2008, în timpul emisiunii de talk-show matinal Good Morning America, împreună cu piesa „Womanizer”. Cântăreața a purtat o bluză scurtă cu abdomenul la vedere, o pereche de pantaloni din piele, o jachetă de dresor, și un joben. Pentru turneul de concerte The Circus Starring Britney Spears (2009), „Circus” a fost cântecul de deschidere. Costumele pentru interpretare au fost alese în așa fel încât să demonstreze metamorfoza artistei. Spectacolul a început cu o introducere video realizată de Perez Hilton în rolul Reginei Elisabeta I, invitând spectatorii la circ. La mijlocul videoclipului, ecranul în formă de cilindru ce înconjoară scena a început să fie ridicat, în timp ce Spears a apărut în clip împușcându-l pe Hilton cu o arbaletă, făcându-l să cadă pe podea. După ce videoclipul s-a încheiat, Spears a început să coboare din tavan stând pe o platformă suspendată. Costumația artistei a constat într-un accesoriu de cap cu model de ghepard, o jachetă de dresor, o pereche de pantaloni negri și cizme înalte. Odată ajunsă pe scenă, solista și-a dat jos pălăria și a jucat rolul unui îmblânzitor de lei, ținând în mână un bici. Pălăria reprezenta un animal. Odată ajunsă pe scenă, solista și-a dat jos pălăria și a jucat rolul unui îmblânzitor de lei, ținând în mână un bici. Piesa „Circus” a început, iar pe scenă au apărut acrobați învârtindu-se în aer, în inele uriașe. La finalul interpretării, Spears și-a dat jos jacheta pentru a dezvălui un corset încrustat cu cristale Swarovski, reprezentând un sclav. Artista a alergat ulterior către scena principală înconjurată de jeturi de fum, pentru a intra într-o cușcă de aur și a interpreta single-ul „Piece of Me”. Chuck Arnold, redactor al revistei People, a spus că solista „a coborât de sus purtând un costum de dresor-dominator” pentru a cânta piesa, iar „corpul ei a fost bine lucrat, în ciuda faptului că dansul nu a fost întotdeauna așa”. James Montgomery de la MTV a considerat că interpretările melodiilor „Circus” și „Radar” au fost „minunate”. Spears a inclus piesa în lista cântecelor pentru spectacolul rezidențial din Las Vegas, Britney: Piece of Me. Pentru spectacol, cântăreața a apărut pe o scenă neagră, în centrul unui inel de foc, fiind asemănătoare unei animatoare de la circ.

## Ordinea pieselor pe disc
| - CD single 1. „Circus” — 3:12 2. „Womanizer” (Mike Rizzo Funk Generation Radio) — 3:51 - CD maxi single 1. „Circus” — 3:12 2. „Circus” (Tom Neville's Ringleader Remix) — 7:52 3. „Circus” (Diplo Circus Remix) — 4:24 4. „Circus” (Junior Vasquez Club Circus Remix) — 9:02 5. „Circus” (Video Enhancement) — 3:33 - Descărcare digitală — Digital 45 1. „Circus” — 3:11 2. „Circus” (Tom Neville's Ringleader Remix) — 7:49 - Descărcare digitală — Twister Rave Remix 1. „Circus” (Twister Rave Remix) — 3:32 | - Descărcare digitală — EP 1. „Circus” — 3:12 2. „Circus” (Tom Neville's Ringleader Remix) — 7:52 3. „Circus” (Diplo Circus Remix) — 4:25 4. „Circus” (Junior Vasquez Club Circus Remix) — 9:02 - Descărcare digitală — Remix EP 1. „Circus” (Diplo Circus Remix) — 4:25 2. „Circus” (Tom Neville's Ringleader Remix) — 7:50 3. „Circus” (Villains Remix) — 5:17 4. „Circus” (Linus Loves Remix) — 4:39 5. „Circus” (Junior Vasquez Electric Circus Remix) — 9:02 - Remix promoțional 1. „Circus” (Bermudez-Chico Remix) - 3:41 |

## Acreditări și personal
- Britney Spears – voce principală
- Lukasz Gottwald – textier, producător, tobe, claviatură, programare, chitară
- Claude Kelly – textier, acompaniament vocal
- Benjamin Levin – textier, producător, tobe, claviatură, programare
- Serban Ghenea – mixare
- John Hanes – editare Protools
- Cathy Dennis – acompaniament vocal
- Myah Marie – acompaniament vocal

## Prezența în clasamente
| Țară (clasament 2008–2009)                     | Poziția maximă | Referință |
| ---------------------------------------------- | -------------- | --------- |
| Australia (ARIA)                               | 6              | [ 31 ]    |
| Austria (Ö3 Austria)                           | 14             | [ 31 ]    |
| Belgia (Ultratop 50 Flandra)                   | 37             | [ 31 ]    |
| Belgia (Ultratop 50 Valonia)                   | 27             | [ 31 ]    |
| Brazilia (ABPD)                                | 1              | [ 52 ]    |
| Bulgaria (IFPI)                                | 2              | [ 53 ]    |
| Canada (Canadian Hot 100)                      | 2              | [ 26 ]    |
| Cehia (Rádio Top 100)                          | 41             | [ 54 ]    |
| Danemarca (Tracklist)                          | 9              | [ 31 ]    |
| Elveția (Swiss Hitparade)                      | 19             | [ 31 ]    |
| Europa (European Hot 100 Singles)              | 12             | [ 55 ]    |
| Finlanda (Suomen virallinen lista)             | 15             | [ 31 ]    |
| Franța (SNEP — «Download Chart»)               | 19             | [ 56 ]    |
| Germania (Official German Charts)              | 8              | [ 31 ]    |
| Irlanda (IRMA)                                 | 12             | [ 31 ]    |
| Israel (Media Forest)                          | 3              | [ 57 ]    |
| Japonia (Japan Hot 100)                        | 38             | [ 25 ]    |
| Noua Zeelandă (RMNZ)                           | 4              | [ 31 ]    |
| Norvegia (VG-lista)                            | 15             | [ 31 ]    |
| Olanda (Dutch Top 40)                          | 24             | [ 58 ]    |
| Olanda (Single Top 100)                        | 41             | [ 31 ]    |
| Regatul Unit (UK Singles Chart)                | 13             | [ 32 ]    |
| Scoția (OCC)                                   | 6              | [ 59 ]    |
| Slovacia (Rádio Top 100)                       | 13             | [ 60 ]    |
| Suedia (Sverigetopplistan)                     | 6              | [ 31 ]    |
| Statele Unite ale Americii (Billboard Hot 100) | 3              | [ 25 ]    |
| Statele Unite ale Americii (Adult Top 40)      | 24             | [ 61 ]    |
| Statele Unite ale Americii (Dance Club Songs)  | 3              | [ 25 ]    |
| Statele Unite ale Americii (Mainstream Top 40) | 1              | [ 25 ]    |
| Statele Unite ale Americii (Rhythmic Songs)    | 24             | [ 25 ]    |
| Statele Unite ale Americii (Digital Songs)     | 1              | [ 25 ]    |
| Ungaria (Single Top 40)                        | 4              | [ 62 ]    |

| Țară (clasament)                                  | Poziția maximă | Referință |
| 2008                                              | 2008           | 2008      |
| ------------------------------------------------- | -------------- | --------- |
| Australia (ARIA)                                  | 96             | [ 63 ]    |
| 2009                                              |                |           |
| Australia (ARIA)                                  | 62             | [ 64 ]    |
| Belgia (Ultratop Valonia)                         | 87             | [ 65 ]    |
| Canada (Canadian Hot 100)                         | 15             | [ 66 ]    |
| Olanda (Dutch Top 40)                             | 119            | [ 67 ]    |
| Regatul Unit (UK Singles Chart)                   | 105            | [ 68 ]    |
| Suedia (Sverigetopplistan)                        | 78             | [ 69 ]    |
| Statele Unite ale Americii (Billboard Hot 100)    | 27             | [ 70 ]    |
| Statele Unite ale Americii (Mainstream Top 40)    | 13             | [ 71 ]    |
| Statele Unite ale Americii (Digital Songs)        | 17             | [ 72 ]    |
| În întreaga lume (IFPI Top Selling Digital Songs) | 10             | [ 2 ]     |

## Vânzări și certificări
| \| Țara \| Vânzări/ puncte \| Certificare \| Referințe \| \| --------------------------------- \| --------------- \| ----------- \| --------- \| \| Australia (ARIA) \| +70.000 \| \| [73] \| \| Danemarca (IFPI Danemarca) \| +7.500 \| \| [74] \| \| Noua Zeelandă (RMNZ) \| +7.500 \| \| [75] \| \| Regatul Unit (BPI) \| +223.000 \| \| [76][77] \| \| Statele Unite ale Americii (RIAA) \| +3.200.000 \| \| [78] \| | Note - reprezintă „disc de argint”; - reprezintă „disc de aur”; - reprezintă „disc de platină”. |             |               |
| Țara | Vânzări/ puncte                                                                                 | Certificare | Referințe     |
| Australia (ARIA) | +70.000                                                                                         |             | [ 73 ]        |
| Danemarca (IFPI Danemarca) | +7.500                                                                                          |             | [ 74 ]        |
| Noua Zeelandă (RMNZ) | +7.500                                                                                          |             | [ 75 ]        |
| Regatul Unit (BPI) | +223.000                                                                                        |             | [ 76 ] [ 77 ] |
| Statele Unite ale Americii (RIAA) | +3.200.000                                                                                      |             | [ 78 ]        |

## Datele lansărilor
| Țară                       | Dată              | Format                                   | Casă de discuri | Ref.   |
| -------------------------- | ----------------- | ---------------------------------------- | --------------- | ------ |
| Statele Unite ale Americii | 2 decembrie 2008  | Difuzare radio rhythm crossover          | Jive            | [ 79 ] |
| Spania                     | 17 februarie 2009 | Descărcare digitală (EP)                 | Sony            | [ 80 ] |
| Austria                    | 20 februarie 2009 | Descărcare digitală (EP)                 | Sony            | [ 81 ] |
| Germania                   | 20 februarie 2009 | Descărcare digitală (EP)                 | Sony            | [ 81 ] |
| Elveția                    | 20 februarie 2009 | Descărcare digitală (EP)                 | Sony            | [ 81 ] |
| Franța                     | 23 februarie 2009 | Descărcare digitală (EP Remix)           | Sony            | [ 82 ] |
| Canada                     | 24 februarie 2009 | Descărcare digitală (EP Remix)           | Sony            | [ 83 ] |
| Spania                     | 24 februarie 2009 | Descărcare digitală (EP Remix)           | Sony            | [ 84 ] |
| Statele Unite ale Americii | 24 februarie 2009 | Descărcare digitală (EP Remix)           | Jive            | [ 85 ] |
| Austria                    | 27 februarie 2009 | CD single                                | Sony            | [ 86 ] |
| Germania                   | 27 februarie 2009 | CD single                                | Sony            | [ 86 ] |
| Elveția                    | 27 februarie 2009 | CD single                                | Sony            | [ 86 ] |
| Statele Unite ale Americii | 9 noiembrie 2009  | Descărcare digitală (Digital 45)         | Jive            | [ 87 ] |
| Austria                    | 30 august 2013    | Descărcare digitală (Twister Rave Remix) | Sony            | [ 88 ] |
| Canada                     | 30 august 2013    | Descărcare digitală (Twister Rave Remix) | Sony            | [ 89 ] |
| Franța                     | 30 august 2013    | Descărcare digitală (Twister Rave Remix) | Sony            | [ 90 ] |
| Germania                   | 30 august 2013    | Descărcare digitală (Twister Rave Remix) | Sony            | [ 88 ] |
| Elveția                    | 30 august 2013    | Descărcare digitală (Twister Rave Remix) | Sony            | [ 88 ] |
| Statele Unite ale Americii | 6 septembrie 2013 | Descărcare digitală (Twister Rave Remix) | RCA             | [ 91 ] |